# Mansoor Hosseini
Mansoor Hosseini, né en 1967 en Iran est un musicien, compositeur de musique classique, percussionniste et professeur de musique suédois.

## Biographie
Mansoor Hosseini étudia la composition musicale au Conservatoire national supérieur de musique de Paris avec Philippe Capdenat et Yoshihisa Taïra à Paris. Il a étudié la théorie musicale et la musique sur ordinateur de la musique avec Peter Swinnen au Conservatoire royal de Bruxelles et la composition avec Carl-Axel Hall dans le Musikhögskolan de Göteborg. Plus tard, il a étudié la musique de film à l'Université de Göteborg et l'écriture de scénarios à l'école de cinéma, l'Akademin Valand.
Comme improvisateur, il a commencé en tant que percussionniste, en se tournant vers la création spontanée de son, jouant avec divers musiciens et ensembles, tant dans le courant artistique de style avant-gardiste que dans des musiques du monde.  Il a utilisé plus tard, le système de l'improvisation musicale contrôlée dans certaines de ses compositions contemporaines notées, écrit différentes notations pour encourager le musicien à improviser selon une structure donnée. 
En 2003, Mansoor Hosseini a fondé le Göteborg Music & Dance Company (GMDC), qui en 2007 est devenu l'Ensemble Themus de Göteborg, avec pour mission de populariser le concept de musique théâtrale en permettant aux acteurs et musiciens d'échanger et entremêler leurs rôles. Son travail dans le domaine est inspiré par la danse moderne, le théâtre et les arts martiaux. 
Pour son enseignement et ses compositions, Mansoor Hosseini a gagné plusieurs prix et bourses des Arts suédois (Konstnärsnämnden), du Conseil des arts suédois (Statens Kulturråd), du Comité Développement Musique & Patrimoine, de la Fondation Culture nordique, du Fonds de la culture Finno-Suédois (Svensk-Finsk kulturfond), de la Société suédoise des compositeurs et du Comité culturel de la ville de Gothenburg.
Il travaille également avec Isabel Pérez del Pulgar, plasticienne espagnole.

## Œuvres
Musique orchestrale
- 2014 : Bright Blue Bird, In A Grey Red Sky (Oiseau bleu-ciel, dans un ciel rouge gris), pour violon et orchestre
- 2014 : Waves Above, concerto pour flûte à bec
- 2014 : Non Se Que Que Quen Za Za, pour orchestre à cordes
- 1999 : Into the Earth (Dans la terre), concerto pour hautbois

Musique de chambre
- 2013 : Psychological Song (Chanson psychologique), pour mezzo-soprano et violoncelle
- 2013 : Three Words (Trois mots), pour mezzo-soprano et guitare
- 2013 : Taïraphone pour saxophone et percussion
- 2013 : Cold, Dry Wind (Froid, vent sec) pour piano
- 2012 : Zapp music pour guitare
- 2012 : Mountain Top pour trois instruments à vent et piano,
- 2012 : Rubaiyat pour mezzo-soprano et piano
- 2011 : 3 tangos pour quatuor à cordes
- 2011 : Mr & Mrs Saxophone (M. et Mme Saxophone) pour saxophone ténor
- 2011 : Bars Heavy Metal pour violon
- 2011 : Labyrinth of Moods pour flûte à bec, mezzo-soprano et percussion
- 2010 : Coffee Time pour trois percussionnistes
- 2008 : Four For Four pour quatre violoncelles
- 2008 : Working Time (Heure de travail) pour trois percussionnistes
- 2007 : Le Sonnet pour orgue
- 2006 : Sonata for a Prisoner (Sonate pour un prisonnier) pour violon
- 2006 : Swedish Raga (Raga suédois) pour clarinette basse, violoncelle et percussions
- 2006 : Barock ’n’ Roll pour huit instruments
- 2002 : Taïraga pour 13 instruments
- 2001 : Esfand I pour quatuor à cordes, didgeridoo et percussions
- 2000 : Bones (fourth piece) pour alto, piano, mezzo-soprano et synthétiseur
- 1999 : Avaz pour flûte, clarinette basse et trompette
- 1998 : Bones (second piece) pour violoncelle et piano (joué pour la première fois à Maison de Claude Debussy située à Saint-Germain-en-Laye.